# Back to Reality
Albums de Slaughter
Eternal Live
(1993)
Back to Reality est le cinquième album studio publié par Slaughter sur le label CMC International en juin 1999. Cet album est le premier du groupe ayant été réalisé avec le nouveau guitariste Jeff Blando qui remplaçait Tim Kelly, décédé en 1998 dans un accident de la circulation.

## Liste des titres
| No  | Titre                 | Durée |
| --- | --------------------- | ----- |
| 1.  | Killin' Time          | 3:58  |
| 2.  | All Fired Up          | 4:32  |
| 3.  | Take Me Away          | 4:04  |
| 4.  | Dangerous             | 3:48  |
| 5.  | Trailer Park Boogie   | 3:15  |
| 6.  | Love Is Forever       | 6:00  |
| 7.  | Bad Groove            | 3:32  |
| 8.  | One My Own            | 5:01  |
| 9.  | Silence of Ba         | 2:36  |
| 10. | Headin' for a Dream   | 4:56  |
| 11. | Nothin' Left to Loose | 3:42  |
| 12. | Shufflin'             | 2:21  |

## Composition du groupe
- Mark Slaughter - chants & guitare
- Jeff Blando - guitare
- Dana Strum - basse
- Blas Elias - batterie